# Coburger Nationalzeitung
Die Coburger National-Zeitung (1931–1945) war die erste führende Tageszeitung der Nationalsozialisten in Deutschland auf lokaler Ebene.
Der Coburger Bezirksleiter der NSDAP Franz Schwede gründete im Jahre 1926 das Wochenblatt der Weckruf. Nach der Reichstagswahl im September 1930 wandte er sich an Adolf Hitler und äußerte die Absicht, den Weckruf in eine lokale Tageszeitung umzubauen. Dieser stimmte dem Vorhaben zu, ohne allerdings eine finanzielle Unterstützung zu gewähren.
Die einzige materielle Unterstützung bestand in zwei gebrauchten Setzmaschinen aus der Münchner Druckerei Müller & Sohn. Ab dem 1. Oktober 1930 erschien die Parteizeitung, die in den kleinen Räumen einer Privatdruckerei, die einem Mitglied der NSDAP gehörte, gedruckt wurde. Als Chefredakteur holte sich Schwede den vorher bei der Coburger Zeitung tätigen Erich Kühn.
Schwede hatte bei dieser Tageszeitung nicht die Absicht, ein reines Kampfblatt (Nazi-Jargon) zu publizieren. Vielmehr sollte die Zeitung  als ein lokales Blatt geschaffen werden, welches den Weckruf des deutschen Gedankens in Politik und Wirtschaft, Heimat und Kunst, Unterhaltung, Turnen und Sport darstellen sollte. Dabei hatte er jedoch nicht nur Coburg als Absatzgebiet im Sinn, sondern auch die umgebenden Städte Neustadt bei Coburg, Rodach, Lichtenfels und ihr näheres Einzugsgebiet.
Hatte zu Beginn die Auflage etwa 1.000 Stück pro Tag betragen, so stieg sie im Jahre 1931 auf 1.200 Exemplare. Im Jahre 1932 wuchs die Auflage auf 4.000 Exemplare und erreichte im Jahre 1934, als sie mit der Zeitung Bayrische Ostmark zusammengeschlossen wurde, eine Auflage von 9.300 Stück. Das Konzept war so erfolgreich aufgegangen, dass die angestammte Coburger Zeitung verdrängt wurde und 1935 den Vertrieb einstellte.
Auf Initiative des Gauleiters Hans Schemm wurde die Coburger Nationalzeitung im Jahre 1934 der Bayerischen Ostmark GmbH in Bayreuth angegliedert. Für das Jahr 1937 wurde die Auflage mit 8.500 Stück angegeben, die sechsmal in der Woche mit einem Umfang von 12 bis 14 Seiten erschien. Die letzte Ausgabe wurde am 10. April 1945 veröffentlicht.

## Organisation der Zeitung (1937)
- Verlagsleiter: Georg Schemm
- Verlag: Bayerische Ostmark GmbH, Bayreuth
- Hauptschriftleiter für Politik, Unterhaltung und Kulturpolitik: Andreas Albrecht
- Schriftleiter für Sport und Lokales aus dem Coburger Land: Erwin Fischer
- Schriftleiter für Lokales, nationalsozialistische Politik und Allgemeines: Josef Knodt
- Anzeigenleiter: Rudolf Benz

## Referenzen
- Hinweis auf die Coburger Nationalzeitung
- Institut für Zeitungswissenschaft an der Universität Berlin, Handbuch der Deutschen Tagespresse, Leipzig 1937
- Martin Broszat, Elke Fröhlich (Hrsg.), Bayern in der NS-Zeit, Band II, München 1979